# Asociația Fotbal Club Astra Giurgiu
Pour les articles homonymes, voir Giurgiu (homonymie).
Maillots
L'Asociația Fotbal Club Astra Giurgiu est un club roumain de football basé à Giurgiu. 
Il évolue actuellement en Troisième division (Liga 3) dans le Championnat de Roumanie de football. Criblé de dettes, le club est au bord de la faillite[réf. nécessaire].

## Historique

Logo du SC Astra Ploiești

- 1921 : fondation du club sous le nom de Clubul Sportiv Astra-Română
- 1934 : le club est renommé Astra Română Câmpina
- 1937 : le club est renommé Astra Română Ploiești
- 1938 : le club est renommé Colombia Ploiești
- 1945 : le club est renommé Astra Română Ploiești
- 1959 : le club est renommé Rafinorul Ploiești
- 1990 : le club est renommé CS Astra Ploiești
- 1996 : fusion avec Danubiana Ploiești, le club est renommé AS Danubiana Ploiești
- 1998 : le club est renommé SC FC Astra Ploiești
- 2003 : fusion avec ASFC Petrolul Ploiești, le club est renommé SC FC Petrolul SA Ploiești
- 2005 : le club est renommé CSM FC Ploiești
- 2007 : le club est renommé FC Ploiești
- 2009 : le club est renommé FC Astra Ploiești
- 2012 : le club est renommé FC Astra Giurgiu et déménage de Ploiești à Giurgiu
- 2013 : première participation du club à une compétition européenne[3] (1er tour de qualification de la Ligue Europa 2013-2014)
- 2016 : le club remporte pour la première fois de son histoire le championnat de Roumanie.

## Bilan sportif

### Palmarès
- Championnat de Roumanie (1) : 
  - Champion : 2016
  - Vice-champion : 2014
- Championnat de Roumanie de deuxième division (1) :
  - Champion : 1998
  - Vice-champion : 2009
- Championnat de Roumanie de troisième division (1) : 
  - Champion : 2008
- Coupe de Roumanie (1) : 
  - Vainqueur : 2014
  - Finaliste : 2017, 2019 et 2021
- Supercoupe de Roumanie (2) :
  - Vainqueur : 2014 et 2016

### Bilan par saison
Légende
- Vainqueur de la compétition.
- Vice-champion ou finaliste de la compétition.
- Troisième de la compétition.
- Promotion en division supérieure.
- Relégué en division inférieure.

| Saison    | Championnat | Championnat | Championnat | Championnat | Championnat | Championnat | Championnat | Championnat | Championnat | Coupe de Roumanie   |
| Saison    | Division    | Pos         | J           | V           | N           | D           | BP          | BC          | Pts         | Coupe de Roumanie   |
| --------- | ----------- | ----------- | ----------- | ----------- | ----------- | ----------- | ----------- | ----------- | ----------- | ------------------- |
| 1992-1993 | 3e          | 6           | 38          | 19          | 4           | 15          | 57          | 51          | 42          | N/A                 |
| 1993-1994 | 3e          | 12          | 36          | 14          | 6           | 16          | 40          | 47          | 34          | N/A                 |
| 1994-1995 | 3e          | 3           | 36          | 21          | 3           | 12          | 68          | 35          | 66          | N/A                 |
| 1995-1996 | 3e          | 14          | 36          | 15          | 3           | 18          | 51          | 52          | 48          | N/A                 |
| 1996-1997 | 2e          | 8           | 34          | 14          | 9           | 11          | 42          | 31          | 51          | Seizièmes de finale |
| 1997-1998 | 2e          | 1           | 34          | 28          | 4           | 2           | 80          | 20          | 88          | N/A                 |
| 1998-1999 | 1re         | 10          | 34          | 13          | 7           | 14          | 40          | 38          | 46          | Seizièmes de finale |
| 1999-2000 | 1re         | 10          | 34          | 13          | 8           | 13          | 43          | 41          | 47          | Huitièmes de finale |
| 2000-2001 | 1re         | 10          | 30          | 11          | 7           | 12          | 41          | 36          | 40          | Seizièmes de finale |
| 2001-2002 | 1re         | 12          | 30          | 9           | 10          | 11          | 29          | 28          | 37          | Demi-finales        |
| 2002-2003 | 1re         | 9           | 30          | 13          | 3           | 14          | 42          | 42          | 42          | Demi-finales        |
| 2003-2004 | 1re         | 15          | 30          | 6           | 9           | 15          | 38          | 55          | 27          | N/A                 |
| 2004-2005 | 2e          | 4           | 30          | 17          | 7           | 6           | 59          | 21          | 58          | N/A                 |
| 2005-2006 | 2e          | 10          | 30          | 12          | 4           | 14          | 45          | 50          | 40          | Cinquième tour      |
| 2006-2007 | 3e          | 5           | 32          | 15          | 7           | 10          | 48          | 40          | 52          | Troisième tour      |
| 2007-2008 | 3e          | 1           | 34          | 31          | 2           | 1           | 83          | 18          | 95          | Quatrième tour      |
| 2008-2009 | 2e          | 2           | 30          | 21          | 4           | 5           | 62          | 32          | 67          | Seizièmes de finale |
| 2009-2010 | 1re         | 14          | 34          | 8           | 12          | 14          | 33          | 45          | 36          | Quarts de finale    |
| 2010-2011 | 1re         | 11          | 34          | 10          | 15          | 9           | 36          | 30          | 45          | Huitièmes de finale |
| 2011-2012 | 1re         | 12          | 34          | 11          | 8           | 15          | 36          | 43          | 41          | Huitièmes de finale |
| 2012-2013 | 1re         | 4           | 34          | 17          | 9           | 8           | 64          | 37          | 60          | Demi-finales        |
| 2013-2014 | 1re         | 2           | 34          | 22          | 6           | 6           | 70          | 28          | 72          | Vainqueur           |
| 2014-2015 | 1re         | 4           | 34          | 15          | 12          | 7           | 53          | 27          | 57          | Seizièmes de finale |
| 2015-2016 | 1re         | 1           | 36          | 21          | 10          | 5           | 62          | 38          | 73          | Quarts de finale    |
| 2016-2017 | 1re         | 6           | 36          | 14          | 7           | 15          | 42          | 45          | 49          | Finale              |
| 2017-2018 | 1re         | 5           | 36          | 16          | 7           | 13          | 41          | 39          | 55          | Quarts de finale    |
| 2018-2019 | 1re         | 5           | 36          | 13          | 9           | 14          | 42          | 43          | 48          | Finale              |
| 2019-2020 | 1re         | 3           | 34          | 16          | 9           | 9           | 50          | 37          | 57          | Huitièmes de finale |
| 2020-2021 | 1re         | 15          | 39          | 10          | 13          | 16          | 44          | 51          | 43          | Finale              |
| 2021-2022 | 2e          |             |             |             |             |             |             |             |             | Quatrième tour      |

### Bilan européen
Note : dans les résultats ci-dessous, le score du club est toujours donné en premier.
| Saison    | Compétition         | Tour                | Club               | Domicile | Extérieur | Total     |
| --------- | ------------------- | ------------------- | ------------------ | -------- | --------- | --------- |
| 2014-2015 | Ligue Europa        | Premier tour Q      | NK Domžale         | 2 - 0    | 1 - 0     | 3 - 0     |
| 2014-2015 | Ligue Europa        | Deuxième tour Q     | Omonia Nicosie     | 1 - 1    | 2 - 1     | 3 - 2     |
| 2014-2015 | Ligue Europa        | Troisième tour Q    | AS Trenčín         | 2 - 2    | 3 - 1     | 5 - 3     |
| 2014-2015 | Ligue Europa        | Barrages Q          | Maccabi Haïfa      | 1 - 1    | 0 - 2     | 1 - 3     |
| 2014-2015 | Ligue Europa        | Troisième tour Q    | Slovan Liberec     | 3 - 0    | 3 - 2     | 6 - 2     |
| 2014-2015 | Ligue Europa        | Barrages Q          | Olympique lyonnais | 0 - 1    | 2 - 1     | 2E - 2    |
| 2014-2015 | Ligue Europa        | Groupe D            | Red Bull Salzbourg | 1 - 2    | 1 - 5     | Quatrième |
| 2014-2015 | Ligue Europa        | Groupe D            | Celtic Glasgow     | 1 - 1    | 1 - 2     | Quatrième |
| 2014-2015 | Ligue Europa        | Groupe D            | Dinamo Zagreb      | 1 - 0    | 1 - 5     | Quatrième |
| 2015-2016 | Ligue Europa        | Deuxième tour Q     | Inverness CT       | 0 - 0    | 1 - 0     | 1 - 0     |
| 2015-2016 | Ligue Europa        | Troisième tour Q    | West Ham United    | 2 - 1    | 2 - 2     | 4 - 3     |
| 2015-2016 | Ligue Europa        | Barrages Q          | AZ Alkmaar         | 3 - 2    | 0 - 2     | 3 - 4     |
| 2016-2017 | Ligue des champions | Troisième tour Q    | FC Copenhague      | 1 - 1    | 0 - 3     | 1 - 4     |
| 2016-2017 | Ligue Europa        | Barrages Q          | West Ham United    | 1 - 1    | 1 - 0     | 2 - 1     |
| 2016-2017 | Ligue Europa        | Groupe E            | Viktoria Plzeň     | 1 - 1    | 2 - 1     | Deuxième  |
| 2016-2017 | Ligue Europa        | Groupe E            | AS Rome            | 0 - 0    | 0 - 4     | Deuxième  |
| 2016-2017 | Ligue Europa        | Groupe E            | Austria Vienne     | 2 - 3    | 2 - 1     | Deuxième  |
| 2016-2017 | Ligue Europa        | Seizièmes de finale | KRC Genk           | 2 - 2    | 0 - 1     | 2 - 3     |
| 2017-2018 | Ligue Europa        | Deuxième tour Q     | Zirə FK            | 3 - 1    | 0 - 0     | 3 - 1     |
| 2017-2018 | Ligue Europa        | Troisième tour Q    | FK Oleksandria     | 0 - 0    | 0 - 1     | 0 - 1     |

Légende
- Victoire ou qualification pour le tour suivant
- Match nul
- Défaite ou élimination de la compétition